# Norasuma palawana
Norasuma palawana är en fjärilsart som beskrevs av Schultze 1925. Norasuma palawana ingår i släktet Norasuma och familjen silkesspinnare. Inga underarter finns listade i Catalogue of Life.